# Comuna Valea Largă, Mureș
Valea Largă (în maghiară: Mezőceked) este o comună în județul Mureș, Transilvania, România, formată din satele Grădini, Mălăești, Poduri, Valea Frăției, Valea Glodului, Valea Largă (reședința), Valea Pădurii, Valea Șurii și Valea Urieșului.

## Demografie
Componența etnică a comunei Valea Largă
     Români (93,61%)
     Romi (3,95%)
     Alte etnii (0,32%)
     Necunoscută (2,12%)
Componența confesională a comunei Valea Largă
     Ortodocși (72,44%)
     Martori ai lui Iehova (19,48%)
     Penticostali (3,03%)
     Fără religie (1,94%)
     Alte religii (0,53%)
     Necunoscută (2,58%)
Conform recensământului efectuat în 2021, populația comunei Valea Largă se ridică la 2.834 de locuitori, în scădere față de recensământul anterior din 2011, când fuseseră înregistrați 3.098 de locuitori. Majoritatea locuitorilor sunt români (93,61%), cu o minoritate de romi (3,95%), iar pentru 2,12% nu se cunoaște apartenența etnică. Din punct de vedere confesional, majoritatea locuitorilor sunt ortodocși (72,44%), cu minorități de martori ai lui Iehova (19,48%), penticostali (3,03%) și fără religie (1,94%), iar pentru 2,58% nu se cunoaște apartenența confesională.

## Politică și administrație
Comuna Valea Largă este administrată de un primar și un consiliu local compus din 11 consilieri. Primarul, Beniamin Pădurean[*], de la Partidul Național Liberal, este în funcție din 2008. Începând cu alegerile locale din 2024, consiliul local are următoarea componență pe partide politice:
|  | Partid                          | Consilieri | Componența Consiliului | Componența Consiliului | Componența Consiliului | Componența Consiliului | Componența Consiliului | Componența Consiliului | Componența Consiliului |
|  | ------------------------------- | ---------- | ---------------------- | ---------------------- | ---------------------- | ---------------------- | ---------------------- | ---------------------- | ---------------------- |
|  | Partidul Național Liberal       | 7          |                        |                        |                        |                        |                        |                        |                        |
|  | Partidul Social Democrat        | 2          |                        |                        |                        |                        |                        |                        |                        |
|  | Alianța pentru Unirea Românilor | 2          |                        |                        |                        |                        |                        |                        |                        |

## Atracții turistice
- Biserica de lemn Adormirea Maicii Domnului din Valea Largă